# Dickita
La dickita es un mineral de la clase de los filosilicatos.

## Historia
En 1888, Allan Brugh Dick (1833–1926), un químico metalúrgico escocés, se desplazó a la isla de Anglesey para realizar investigaciones sobre el caolín. Llevó a cabo varios experimentos que describían los minerales encontrados en ese mineral de arcilla. En 1931, Clarence S. Ross y Paul F. Kerr miraron más de cerca ese mineral y llegaron a la conclusión de que era diferente a los minerales ya conocidos de caolinita y nacrita. Lo nombraron por la primera persona en describir el mineral.

## Características químicas
Pertenece al llamado grupo de la serpentina-caolinita. Estructuralmente es un polimorfo de la halloysita, caolinita y nacrita, que cristaliza en el sistema monoclínico.
Es raro en estado puro, suele tener impurezas que le dan distintas coloraciones, como son: Ti, Fe, Mg, Ca, Na o K.

## Formación y yacimientos
Un mineral secundario por lo general de origen hidrotermal asociado con vetas, derivado en parte de la alteración de minerales aluminosilicatos. También se presenta como una fase sedimentaria autigénica.
Suele aparecer asociado al mineral de calcedonia.